# Lillestrøm Sportsklubb 2019
Questa voce raccoglie le informazioni riguardanti il Lillestrøm Sportsklubb nelle competizioni ufficiali della stagione 2019.

## Stagione
Il Lillestrøm ha chiuso il campionato al 14º posto, pertanto è stato costretto a difendere il proprio posto in Eliteserien nella sfida contro lo Start, altra finalista dei play-off. Nel doppio confronto, il Lillestrøm ha avuto la peggio in virtù della regola dei gol segnati in trasferta: dopo aver perso per 2-1 sul campo dello Start, non è bastata la vittoria casalinga col punteggio di 4-3. Il Lillestrøm è quindi retrocesso in 1. divisjon per la prima volta nella sua storia.
L'avventura nel Norgesmesterskapet è terminata invece al terzo turno, con l'eliminazione subita per mano dello Strømmen.
Simen Rafn è stato il calciatore più utilizzato in stagione, a quota 35 presenze tra tutte le competizioni. Thomas Lehne Olsen è stato invece il miglior marcatore della squadra, a quota 10 reti tra campionato e coppa.

## Maglie e sponsor
Lo sponsor tecnico per la stagione 2019 è stato Puma, mentre lo sponsor ufficiale è stato DnB. La divisa casalinga era composta da un completo giallo, con rifiniture nere. Quella da trasferta era invece completamente nera, con rifiniture gialle.
| Casa | Trasferta |

## Rosa
| N. |                      | Ruolo | Calciatore                |
| -- | -------------------- | ----- | ------------------------- |
| 1  | Croazia (bandiera)   | P     | Marko Marić               |
| 2  | Norvegia (bandiera)  | D     | Mats Haakenstad           |
| 3  | Norvegia (bandiera)  | C     | Simen Kind Mikalsen       |
| 4  | Danimarca (bandiera) | D     | Tobias Salquist           |
| 5  | Norvegia (bandiera)  | D     | Simen Rafn                |
| 6  | Estonia (bandiera)   | D     | Joonas Tamm               |
| 7  | Svezia (bandiera)    | C     | Daniel Gustavsson         |
| 8  | Nigeria (bandiera)   | C     | Ifeanyi Mathew            |
| 10 | Norvegia (bandiera)  | A     | Thomas Lehne Olsen        |
| 12 | Nigeria (bandiera)   | C     | Raphael Ayagwa            |
| 13 | Norvegia (bandiera)  | D     | Frode Kippe               |
| 14 | Norvegia (bandiera)  | C     | Fredrik Krogstad          |
| 15 | Norvegia (bandiera)  | C     | Erik Næsbak Brenden       |
| 17 | Norvegia (bandiera)  | C     | Kristoffer Ødemarksbakken |

| N. |                       | Ruolo | Calciatore           |
| -- | --------------------- | ----- | -------------------- |
| 18 | Nigeria (bandiera)    | A     | Moses Ebiye          |
| 19 | Gambia (bandiera)     | D     | Sheriff Sinyan       |
| 21 | Montserrat (bandiera) | C     | Alex Dyer            |
| 23 | Danimarca (bandiera)  | C     | Daniel Pedersen      |
| 25 | Estonia (bandiera)    | P     | Matvei Igonen        |
| 27 | Norvegia (bandiera)   | D     | Josef Baccay         |
| 28 | Norvegia (bandiera)   | C     | Magnus Knudsen       |
| 33 | Norvegia (bandiera)   | C     | Aleksander Melgalvis |
| 40 | Norvegia (bandiera)   | P     | Mads Christiansen    |
| 41 | Norvegia (bandiera)   | P     | Vegard Storsve       |
| 42 | Norvegia (bandiera)   | D     | Philip Slørdahl      |
| 43 | Norvegia (bandiera)   | A     | Alexander Sannes     |
| 88 | Islanda (bandiera)    | A     | Arnór Smárason       |

## Calciomercato

### Sessione invernale(dal 09/01 al 01/04)
| Arrivi           | Arrivi               | Arrivi           | Arrivi        |
| R.               | Nome                 | da               | Modalità      |
| ---------------- | -------------------- | ---------------- | ------------- |
| D                | Tobias Salquist      | Waasland-Beveren | definitivo    |
| C                | Daniel Gustavsson    |                  | svincolato    |
| C                | Alex Dyer            | Elfsborg         | prestito      |
| A                | Moses Ebiye          | Strømmen         | fine prestito |
| Altre operazioni |                      |                  |               |
| R.               | Nome                 | da               | Modalità      |
| D                | Martin Falkeborn     | Frej             | fine prestito |
| C                | Charles Ezeh         | Strømmen         | fine prestito |
| C                | Petter Mathias Olsen | Strømmen         | fine prestito |
| A                | Tobias Gran          | HamKam           | fine prestito |

| Partenze | Partenze             | Partenze        | Partenze   |
| R.       | Nome                 | a               | Modalità   |
| -------- | -------------------- | --------------- | ---------- |
| D        | Marius Amundsen      |                 | svincolato |
| D        | Stefan Antonijević   |                 | svincolato |
| D        | Martin Falkeborn     | Syrianska       | definitivo |
| D        | Lars Ranger          | Ullensaker/Kisa | prestito   |
| C        | Charles Ezeh         | HamKam          | prestito   |
| C        | Petter Mathias Olsen | HamKam          | prestito   |
| A        | Erling Knudtzon      |                 | svincolato |
| A        | Tobias Gran          |                 | svincolato |
| A        | Gary Martin          | Valur           | definitivo |

### Tra le due sessioni
| Arrivi           | Arrivi               | Arrivi           | Arrivi           |
| R.               | Nome                 | da               | Modalità         |
| Altre operazioni | Altre operazioni     | Altre operazioni | Altre operazioni |
| R.               | Nome                 | da               | Modalità         |
| ---------------- | -------------------- | ---------------- | ---------------- |
| C                | Charles Ezeh         | HamKam           | fine prestito    |
| C                | Petter Mathias Olsen | HamKam           | fine prestito    |

| Partenze | Partenze       | Partenze      | Partenze   |
| R.       | Nome           | a             | Modalità   |
| -------- | -------------- | ------------- | ---------- |
| P        | Matvei Igonen  | Flora Tallinn | prestito   |
| C        | Raphael Ayagwa |               | svincolato |

### Sessione estiva(dal 01/08 al 31/08)
| Arrivi | Arrivi         | Arrivi        | Arrivi        |
| R.     | Nome           | da            | Modalità      |
| ------ | -------------- | ------------- | ------------- |
| D      | Joonas Tamm    | Flora Tallinn | definitivo    |
| C      | Ifeanyi Mathew | Ankaraspor    | fine prestito |

| Partenze | Partenze             | Partenze | Partenze      |
| R.       | Nome                 | a        | Modalità      |
| -------- | -------------------- | -------- | ------------- |
| D        | Erik Sandberg        | Skeid    | prestito      |
| C        | Alex Dyer            | Elfsborg | fine prestito |
| C        | Charles Ezeh         | Skeid    | prestito      |
| C        | Petter Mathias Olsen | Grorud   | prestito      |

## Risultati

### Eliteserien

#### Girone di andata
| Arbitro: | Moen (Haugesund) |

|          |           |                 |
| Boli 45’ | Marcatori | 45’ Lehne Olsen |

| Arbitro: | Hansen (Feda) |

|                      |           |                  |
| Lehne Olsen 15’, 61’ | Marcatori | 50’ Valla Dønnem |

| Arbitro: | Eskås (Oslo) |

|                   |           |  |
| Strand Larsen 11’ | Marcatori |  |

| Arbitro: | Moen (Haugesund) |

|  |           |                               |
|  | Marcatori | 75’ Wolff Eikrem 85’ Knudtzon |

| Arbitro: | Hobber Nilsen (Oslo) |

|                    |           |  |
| Ødemarksbakken 76’ | Marcatori |  |

| Arbitro: | Saggi (Drammen) |

|                                  |           |  |
| Layouni 14’, 44’, 52’ Herrem 33’ | Marcatori |  |

| Arbitro: | Saggi (Drammen) |

|                |           |            |
| Gustavsson 23’ | Marcatori | 62’ Jensen |

| Arbitro: | Hagenes (Flaktveit) |

|                                    |           |                              |
| Solholm Johansen 33’ Brochmann 45’ | Marcatori | 59’ Salquist 78’ Lehne Olsen |

| Arbitro: | Hansen (Feda) |

|  |           |                                                |
|  | Marcatori | 2’ (rig.) Børven 47’ Hagen 65’ (aut.) Pedersen |

| Arbitro: | Moen (Haugesund) |

|  |           |                                   |
|  | Marcatori | 15’, 62’ Lehne Olsen 70’ Salquist |

| Arbitro: | Hafsås (Trondheim) |

|  |           |                            |
|  | Marcatori | 44’ Thorstvedt 78’ Vevatne |

| Arbitro: | Saggi (Drammen) |

|             |           |  |
| Koomson 73’ | Marcatori |  |

| Arbitro: | Eskås (Oslo) |

|                                                              |           |  |
| Salquist 15’ Melgalvis 23’ Gustavsson 65’ Ødemarksbakken 78’ | Marcatori |  |

| Arbitro: | Steen (Bergen) |

|                                                  |           |                         |
| Kalludra 6’ Psyché 23’, 90’ Bye 35’ Kastrati 61’ | Marcatori | 40’ Melgalvis 73’ Ebiye |

| Arbitro: | Moen (Haugesund) |

|                   |           |             |
| Smárason 42’, 45’ | Marcatori | 73’ Tokstad |

#### Girone di ritorno
| Arbitro: | Hagenes (Flaktveit) |

|                        |           |                    |
| Rashani 65’ Børven 81’ | Marcatori | 52’ Ødemarksbakken |

| Arbitro: | Kjensli (Oslo) |

|                                                                |           |                 |
| Smárason 13’ (rig.) Kind Mikalsen 36’ Olsen Solberg 48’ (aut.) | Marcatori | 10’, 70’ Occéan |

| Arbitro: | Saggi (Drammen) |

|              |           |                     |
| Wangberg 79’ | Marcatori | 11’ (rig.) Smárason |

| Arbitro: | Hobber Nilsen (Oslo) |

|  |           |                                |
|  | Marcatori | 64’ Lehne Olsen 87’ Haakenstad |

| Arbitro: | Moen (Haugesund) |

|          |           |                                                 |
| Rafn 22’ | Marcatori | 13’ Strand 34’ Yttergård Jenssen 51’ Rólantsson |

| Arbitro: | Eskås (Oslo) |

|                                      |           |              |
| Maars Johnsen 25’, 59’ Adegbenro 53’ | Marcatori | 65’ Pedersen |

| Arbitro: | Hansen (Feda) |

|                   |           |                |
| Psyché 44’ (aut.) | Marcatori | 48’ Pellegrino |

| Arbitro: | Saggi (Drammen) |

|                               |           |                     |
| James 64’ Salquist 90’ (aut.) | Marcatori | 37’ (rig.) Krogstad |

| Lillestrøm 6 ottobre 2019, ore 18:00 24ª giornata | Lillestrøm     | 0 – 0 referto | Bodø/Glimt | Åråsen Stadion (5.305 spett.)\| Arbitro: \| Kjensli (Oslo) \| |
| Arbitro:                                          | Kjensli (Oslo) |               |            |                                                               |

| Arbitro: | Hansen (Feda) |

|          |           |                 |
| Mawa 46’ | Marcatori | 71’ Lehne Olsen |

| Lillestrøm 26 ottobre 2019, ore 16:00 26ª giornata | Lillestrøm           | 0 – 0 referto | Vålerenga | Åråsen Stadion (9.884 spett.)\| Arbitro: \| Skjerven (Kaupanger) \| |
| Arbitro:                                           | Skjerven (Kaupanger) |               |           |                                                                     |

| Arbitro: | Hagenes (Flaktveit) |

|                                                |           |  |
| Ibrahimaj 14’ Torsteinbø 39’ Tripić 66’ (rig.) | Marcatori |  |

| Arbitro: | Steen (Bergen) |

|               |           |                               |
| Melgalvis 90’ | Marcatori | 24’ Brynhildsen 26’ Edvardsen |

| Arbitro: | Hagen (Grue) |

|                           |           |                     |
| López 60’ Reginiussen 69’ | Marcatori | 50’ (rig.) Pedersen |

| Lillestrøm 1º dicembre 2019, ore 18:00 30ª giornata | Lillestrøm       | 0 – 0 referto | Sarpsborg 08 | Åråsen Stadion (5.293 spett.)\| Arbitro: \| Moen (Haugesund) \| |
| Arbitro:                                            | Moen (Haugesund) |               |              |                                                                 |

#### Qualificazioni all'Eliteserien
| Arbitro: | Kjensli (Oslo) |

|                             |           |                |
| Sigurðarson 54’ (rig.), 69’ | Marcatori | 28’ Gustavsson |

| Arbitro: | Hagen (Grue) |

|                                                               |           |                        |
| Kind Mikalsen 2’ Lowe 22’ (aut.) Gustavsson 49’ Melgalvis 61’ | Marcatori | 76’, 79’, 82’ Ramsland |

### Norgesmesterskapet
| Arbitro: | Medic |

|           |           |                                                |
| Lloyd 90’ | Marcatori | 77’ Lehne Olsen 90’ Gustavsson 90’ (rig.) Dyer |

| Arbitro: | Ekeli Valen |

|               |           |                                                 |
| Hasanagic 86’ | Marcatori | 9’ Lehne Olsen 38’ Pedersen 66’, 73’ Gustavsson |

| Arbitro: | Hobber Nilsen (Oslo) |

|             |           |  |
| Gussiås 52’ | Marcatori |  |

## Statistiche

### Statistiche di squadra
| Competizione          | Punti | In casa | In casa | In casa | In casa | In casa | In casa | In trasferta | In trasferta | In trasferta | In trasferta | In trasferta | In trasferta | Totale | Totale | Totale | Totale | Totale | Totale | DR  |
| Competizione          | Punti | G       | V       | N       | P       | Gf      | Gs      | G            | V            | N            | P            | Gf           | Gs           | G      | V      | N      | P      | Gf     | Gs     | DR  |
| --------------------- | ----- | ------- | ------- | ------- | ------- | ------- | ------- | ------------ | ------------ | ------------ | ------------ | ------------ | ------------ | ------ | ------ | ------ | ------ | ------ | ------ | --- |
| Eliteserien           | 30    | 15      | 5       | 5       | 5       | 16      | 19      | 15           | 2            | 4            | 9            | 16           | 28           | 30     | 7      | 9      | 14     | 32     | 47     | -15 |
| Qual. all'Eliteserien | -     | 1       | 1       | 0       | 0       | 4       | 3       | 1            | 0            | 0            | 1            | 1            | 2            | 2      | 1      | 0      | 1      | 5      | 5      | 0   |
| Norgesmesterskapet    | -     | 0       | 0       | 0       | 0       | 0       | 0       | 3            | 2            | 0            | 1            | 7            | 3            | 3      | 2      | 0      | 1      | 7      | 3      | +4  |
| Totale                | -     | 16      | 6       | 5       | 5       | 20      | 22      | 19           | 4            | 4            | 11           | 24           | 33           | 35     | 10     | 9      | 16     | 44     | 55     | -11 |

### Andamento in campionato
| Giornata  | 1 | 2 | 3 | 4  | 5 | 6  | 7  | 8  | 9  | 10 | 11 | 12 | 13 | 14 | 15 | 16 | 17 | 18 | 19 | 20 | 21 | 22 | 23 | 24 | 25 | 26 | 27 | 28 | 29 | 30 |
| --------- | - | - | - | -- | - | -- | -- | -- | -- | -- | -- | -- | -- | -- | -- | -- | -- | -- | -- | -- | -- | -- | -- | -- | -- | -- | -- | -- | -- | -- |
| Luogo     | T | C | T | C  | C | T  | C  | T  | C  | T  | C  | T  | C  | T  | C  | T  | C  | T  | T  | C  | T  | C  | T  | C  | T  | C  | T  | C  | T  | C  |
| Risultato | N | V | P | P  | V | P  | N  | N  | P  | V  | P  | P  | V  | P  | V  | P  | V  | N  | V  | P  | P  | N  | P  | N  | N  | N  | P  | P  | P  | N  |
| Posizione | 9 | 6 | 9 | 10 | 9 | 12 | 10 | 10 | 13 | 10 | 11 | 12 | 11 | 13 | 10 | 10 | 10 | 10 | 9  | 10 | 10 | 10 | 10 | 10 | 11 | 11 | 11 | 11 | 13 | 14 |

Fonte:  Eliteserien 2019, su altomfotball.no, Altomfotball.
Legenda:

Luogo: C = Casa; T = Trasferta. Risultato: V = Vittoria; N = Pareggio; P = Sconfitta.

### Statistiche dei giocatori
| Giocatore         | Eliteserien | Eliteserien | Eliteserien | Eliteserien | Norgesmesterskapet | Norgesmesterskapet | Norgesmesterskapet | Norgesmesterskapet | Coppe europee | Coppe europee | Coppe europee | Coppe europee | Qual. all'Eliteserien | Qual. all'Eliteserien | Qual. all'Eliteserien | Qual. all'Eliteserien | Totale   | Totale | Totale      | Totale     |
| Giocatore         | Presenze    | Reti        | Ammonizioni | Espulsioni  | Presenze           | Reti               | Ammonizioni        | Espulsioni         | Presenze      | Reti          | Ammonizioni   | Espulsioni    | Presenze              | Reti                  | Ammonizioni           | Espulsioni            | Presenze | Reti   | Ammonizioni | Espulsioni |
| ----------------- | ----------- | ----------- | ----------- | ----------- | ------------------ | ------------------ | ------------------ | ------------------ | ------------- | ------------- | ------------- | ------------- | --------------------- | --------------------- | --------------------- | --------------------- | -------- | ------ | ----------- | ---------- |
| R. Ayagwa         | 1           | 0           | 0           | 0           | 0                  | 0                  | 0                  | 0                  |               |               |               |               | -                     | -                     | -                     | -                     | 1        | 0      | 0           | 0          |
| J. Baccay         | 6           | 0           | 0           | 0           | 2                  | 0                  | 0                  | 0                  |               |               |               |               | 0                     | 0                     | 0                     | 0                     | 8        | 0      | 0           | 0          |
| M. Christiansen   | 0           | 0           | 0           | 0           | 0                  | 0                  | 0                  | 0                  |               |               |               |               | 0                     | 0                     | 0                     | 0                     | 0        | 0      | 0           | 0          |
| A. Dyer           | 11          | 0           | 1           | 0           | 3                  | 1                  | 2                  | 0                  |               |               |               |               | -                     | -                     | -                     | -                     | 14       | 1      | 3           | 0          |
| M. Ebiye          | 12          | 1           | 0           | 0           | 2                  | 0                  | 0                  | 0                  |               |               |               |               | 0                     | 0                     | 0                     | 0                     | 14       | 1      | 0           | 0          |
| D. Gustavsson     | 25          | 2           | 1           | 0           | 3                  | 3                  | 0                  | 0                  |               |               |               |               | 1                     | 2                     | 0                     | 0                     | 29       | 7      | 1           | 0          |
| M. Haakenstad     | 19          | 1           | 0           | 0           | 3                  | 0                  | 0                  | 0                  |               |               |               |               | 0                     | 0                     | 0                     | 0                     | 22       | 1      | 0           | 0          |
| M. Igonen         | 0           | 0           | 0           | 0           | 1                  | -1                 | 0                  | 0                  |               |               |               |               | -                     | -                     | -                     | -                     | 1        | -1     | 0           | 0          |
| S. Kind Mikalsen  | 16          | 1           | 2           | 0           | 0                  | 0                  | 0                  | 0                  |               |               |               |               | 2                     | 1                     | 1                     | 0                     | 18       | 2      | 3           | 0          |
| F. Kippe          | 16          | 0           | 3           | 0           | 0                  | 0                  | 0                  | 0                  |               |               |               |               | 1                     | 0                     | 0                     | 0                     | 17       | 0      | 3           | 0          |
| M. Knudsen        | 1           | 0           | 0           | 0           | 2                  | 0                  | 0                  | 0                  |               |               |               |               | 0                     | 0                     | 0                     | 0                     | 3        | 0      | 0           | 0          |
| F. Krogstad       | 27          | 1           | 3           | 0           | 2                  | 0                  | 0                  | 0                  |               |               |               |               | 2                     | 0                     | 0                     | 0                     | 31       | 1      | 3           | 0          |
| T. Lehne Olsen    | 26          | 8           | 2           | 0           | 2                  | 2                  | 0                  | 0                  |               |               |               |               | 2                     | 0                     | 0                     | 0                     | 30       | 10     | 2           | 0          |
| M. Marić          | 30          | -47         | 3           | 0           | 2                  | -2                 | 0                  | 0                  |               |               |               |               | 2                     | -5                    | 0                     | 0                     | 34       | -54    | 3           | 0          |
| I. Mathew         | 11          | 0           | 2           | 0           | -                  | -                  | -                  | -                  |               |               |               |               | 1                     | 0                     | 1                     | 0                     | 12       | 0      | 3           | 0          |
| A. Melgalvis      | 26          | 3           | 3           | 0           | 3                  | 0                  | 0                  | 0                  |               |               |               |               | 2                     | 1                     | 2                     | 0                     | 31       | 4      | 5           | 0          |
| E. Næsbak Brenden | 18          | 0           | 1           | 0           | 3                  | 0                  | 0                  | 0                  |               |               |               |               | 1                     | 0                     | 0                     | 0                     | 22       | 0      | 1           | 0          |
| E. Ødegaard       | 0           | 0           | 0           | 0           | 0                  | 0                  | 0                  | 0                  |               |               |               |               | 0                     | 0                     | 0                     | 0                     | 0        | 0      | 0           | 0          |
| K. Ødemarksbakken | 29          | 3           | 4           | 0           | 2                  | 0                  | 0                  | 0                  |               |               |               |               | 1                     | 0                     | 0                     | 0                     | 32       | 3      | 4           | 0          |
| D. Pedersen       | 24          | 2           | 2           | 0           | 2                  | 1                  | 0                  | 0                  |               |               |               |               | 1                     | 0                     | 0                     | 0                     | 27       | 3      | 2           | 0          |
| S. Rafn           | 30          | 1           | 2           | 0           | 3                  | 0                  | 0                  | 0                  |               |               |               |               | 2                     | 0                     | 0                     | 0                     | 35       | 1      | 2           | 0          |
| T. Salquist       | 25          | 3           | 6           | 0           | 2                  | 0                  | 1                  | 0                  |               |               |               |               | 2                     | 0                     | 1                     | 0                     | 29       | 3      | 8           | 0          |
| A. Sannes         | 0           | 0           | 0           | 0           | 0                  | 0                  | 0                  | 0                  |               |               |               |               | 0                     | 0                     | 0                     | 0                     | 0        | 0      | 0           | 0          |
| S. Sinyan         | 19          | 0           | 1           | 1           | 3                  | 0                  | 0                  | 0                  |               |               |               |               | 2                     | 0                     | 0                     | 0                     | 24       | 0      | 1           | 1          |
| P. Slørdahl       | 1           | 0           | 1           | 0           | 1                  | 0                  | 0                  | 0                  |               |               |               |               | 0                     | 0                     | 0                     | 0                     | 2        | 0      | 1           | 0          |
| A. Smárason       | 23          | 4           | 2           | 0           | 1                  | 0                  | 1                  | 0                  |               |               |               |               | 1                     | 0                     | 0                     | 0                     | 25       | 4      | 3           | 0          |
| V. Storsve        | 0           | 0           | 0           | 0           | 0                  | 0                  | 0                  | 0                  |               |               |               |               | 0                     | 0                     | 0                     | 0                     | 0        | 0      | 0           | 0          |
| J. Tamm           | 15          | 0           | 2           | 0           | -                  | -                  | -                  | -                  |               |               |               |               | 1                     | 0                     | 0                     | 0                     | 16       | 0      | 2           | 0          |